# باولو بينتو
باولو بينتو (بالبرتغالية: Paulo Jorge Gomes Bento‏) هو مدرب كرة قدم برتغالي، ولاعب كرة قدم سابق.

## حياته الشخصية
ولد في العاصمة البرتغالية لشبونة عام 1969، وبدأ حياته في فريق إستريلا دا أمادورا البرتغالي لمدة سنة، وثم انتقل إلى فريق غيمارش ولعب في نادي سبورتنغ لشبونة ثم في نادي بنفيكا، وثم عاد مرةً أخرى إلى فريق سبورتنغ لشبونة حيث كان لاعبًا مميزًا وتسديداته دائمًا جيدة، وكانت نهاية مسيرته كلاعب كرة قدم في فريق سبورتنغ لشبونة.
كان بالو بينتو مميزًا جدًا في المنتخب البرتغالي، وقد لعب مع المنتخب البرتغالي مبارياتٍ عديدة وفاز بكأس العالم مرتين على التوالي، وفي كأس العالم 2000 لعب ضد منتخب البرتغال بأداء رائع، ولكن في المبارة ما قبل النهائية ضد منتخب فرنسا طرد بسبب سلوكه السيئ لمدة خمسة أشهر متواصلة.
ولكن بعد ذلك وفي ناديه سبورتينغ لشبونة تمكن باولو جوريس بينتو أن يحوز على وظيفة مدرب لفريق سبورتنغ لشبونة حيث كانت بدايته كمدرب احيتاطي.
ولكن بعد فترة أصبح مدربًا أساسيًا لفريق سبورتنغ لشبونة و تمكن من الفوز بالدوري البرتغالي وكأس البرتغال أكثر من مرة كمدرب لفريق سبورتنغ لشبونة، وقاد النادي الأهلي السعودي لمدة موسم واحد، وتأهل مع الأهلي إلى نهائي كأس الملك السعودي، ولكنه خسر في ذلك اللقاء وقدم استقالته بعد ذلك، وأصبح في عام 2012 مديرًا فنيًا لمنتخب البرتغال.
في جميع الأندية التي دربها كان لديه سمة خاصة به وهي أنه دائمًا ما يضع شارة قيادة في يده اليسرى.
كما وأُعلن إختياره مدرباً لمنتخب البرتغال في عام 2018 خلفًا للمدرب الكوري ي-يونغ-شين، وأعلن استقالته من تدريب المنتخب بعد خروجه من ثمن نهائي مونديال قطر 2022 وخسارته المباراة أمام منتخب البرازيل.
كما وتم الإعلان رسمياً عن التعاقد معه كمدرب لمنتخب الإمارات في مطلع شهر يوليو 2023 ولمدة 3 سنوات.

## روابط خارجية
- باولو بينتو على موقع الاتحاد الدولي (مؤرشف)  (الإنجليزية)
- باولو بينتو على موقع قاعدة بيانات كرة القدم.إي يو (الإنجليزية)
- باولو بينتو على موقع ناشيونال فوتبول تيمز (الإنجليزية)
- باولو بينتو على موقع Soccerbase.com (مدرب) (الإنجليزية)
- باولو بينتو على موقع كووورة